# Château de Mirebeau-sur-Bèze
Le château de Mirebeau est une forteresse ruinée du XVe siècle  située à Mirebeau-sur-Bèze  (Côte-d'Or) en Bourgogne-Franche-Comté .

## Localisation
Les vestiges se situent Grande rue à la sortie au nord-ouest du chef-lieu.

## Historique
En 1031 Robert le Pieux investit le château de Mirebeau, devenu refuge de féodaux pillards. En En 1216, le duc l’échange contre le château de Vergy et ... la main de sa sœur. En 1361 à la suite d’un procès d’héritage il revient à Guillaume de Vergy. Le 6 juin 1364, le château est surpris par les Anglais et afin d'éloigner les bandes errantes, Philippe le Hardi convoque les féodaux à Dijon le 5 juin 1366. En 1383, Jeanne, fille de Guillaume de Vergy, cède sa part du château à son beau-frère Jean, sénéchal de Bourgogne[réf. souhaitée].  
Le château dévalisé en 1493 est remis en état par Philippe Chabot. Pris par les Ligueurs du baron de Senessey, lieutenant du duc de Mayenne en 1591, il est à nouveau démoli en 1636. En 1643, « tous les bâtiments aux environs de l'église ont été brulés comme ceux qui étaient autour du château»[réf. souhaitée]. 
En 1794 le château est situé sur une esplanade avec murs de soutènement qui lui donnent l'apparence d'un château fort. On y entre par un pont-levis et il reste encore deux corps de bâtiments en retour d'équerre avec deux tours aux extrémités ; la plupart des cloisons et planchers sont tombées. Reste également une grosse tour ronde avec écurie en rez-de-chaussée et pigeonnier à l’étage. Ces restes sont en partie détruits en application des mesures révolutionnaires[réf. souhaitée].

## Architecture
La motte des ruines du château de Bèze, fouillée et entretenue par une équipe locale, s'élève encore à une hauteur de dix mètres. Au sommet affleurent les bases d'un bâtiment rectangulaire ; au sud-ouest, un angle est flanqué d'une petite tour ronde ; les vestiges les plus importants se situent au nord-est : deux pans de courtines qui garnissent la motte jusqu'au sommet et dont l'angle porte une tour ronde d'un diamètre de neuf mètres.[réf. souhaitée].